# Reka Blatnița
Reka Blatnița este o arie protejată (sit de importanță comunitară — SCI) din Bulgaria întinsă pe o suprafață de 1.023,96 ha, integral pe uscat.

## Localizare
Centrul sitului Reka Blatnița este situat la coordonatele 42°29′40″N 26°07′42″E / 42.4945°N 26.1283°E.

## Înființare
Situl Reka Blatnița a fost declarat sit de importanță comunitară în martie 2007 pentru a proteja 14 specii de animale.

## Biodiversitate
Situată în ecoregiunea continentală, aria protejată conține 3 habitate naturale: Pășuni continentale udate de apa mării, Stepe și mlaștini sărate panonice, Liziere de ierburi înalte hidrofile de câmpie și de nivel montan până la alpin.
La baza desemnării sitului se află mai multe specii protejate:
- amfibieni (2): buhai de baltă cu burta roșie (Bombina bombina), Triturus karelinii
- mamifere (3): vidră de râu (Lutra lutra), popândău (Spermophilus citellus), dihor pătat (Vormela peregusna)
- nevertebrate (2): Coenagrion ornatum, Unio crassus
- pești (3): Barbus cyclolepis, zvârluga (Cobitis taenia), boarță (Rhodeus amarus)
- reptile (4): Elaphe sauromates, țestoasa de baltă (Emys orbicularis), Testudo graeca, țestoasă bănățeană (Testudo hermanni)

Pe lângă speciile protejate, pe teritoriul sitului au mai fost identificate 4 specii de amfibieni, 6 specii de mamifere, 3 specii de pești, 7 specii de reptile.